# Fayette (Missouri)
Pour les articles homonymes, voir Fayette.
La ville de Fayette est le siège du comté de Howard, situé dans l'État du Missouri, aux États-Unis.

## Personnalité liée à la ville
- Elsie Ward, sculptrice